# Dynamenella nipponica
Dynamenella nipponica är en kräftdjursart som först beskrevs av Masatoshi Nishimura 1969.  Dynamenella nipponica ingår i släktet Dynamenella och familjen klotkräftor. Inga underarter finns listade i Catalogue of Life.